# Messiasia perpolita
Messiasia perpolita is een vliegensoort uit de familie Mydidae. De wetenschappelijke naam van de soort is, geplaatst in het geslacht Mydas, voor het eerst geldig gepubliceerd in 1932 door Johnson.
De soort komt voor in Mexico.